# جزر بيسكو
```
جزر بيسكو
 بالإنجليزية ( 
Biscoe Islands
 ) هي سلسلة من الجزر في 
القارة القطبية الجنوبية
 .أكبر الجزر في المجموعة هي جزر رينو وجزيرة لافوازييه (تسمى سيرانو في 
تشيلي
 وميتر في 
الأرجنتين
 ) ، وجزيرة واتكينز وجزيرة كروغ وجزيرة بيكويك ورابوت .
```

تقع هذه المجموعة موازية للساحل الغربي لأرض غراهام، وتمتد مسافة 150 كيلومتر بين ممر ساوثويند في الشمال الشرقي ومضيق ماثا في الجنوب الغربي. تضم مجموعة جزر بيسكو مجموعة من الجزر الصخرية الأخرى وهي جزر أدولف .
سميت الجزر باسم جون بيسكو ، قائد البعثة البريطانية التي استكشفت الجزر في فبراير سنة 1832.